# Sub-Terrania
Sub-Terrania är ett TV-spel utvecklat av Zyrinx och utgivet av Scavenger, släppt 1993 till Sega Mega Drive.
Spelaren kontrollerar en flygande stridsfarkost som ska försöka avvärja en utomjordisk invasion i en underjordisk gruvkoloni. Spelmomenten består bland annat av att rädda gruvarbetare och slåss mot bossar.

### Fotnoter
1. 1 2 3  Sub-Terrania på Gamefaqs